# 高田寛之
高田 寛之（たかだ ひろゆき、1970年5月3日 - ）は、CBCテレビ（CBC）のアナウンサー。
兵庫県川西市出身。関西学院大学社会学部卒業。1993年入社。デビュー当初はバラエティーやヤング向け番組を担当、並行してスポーツの実況練習を自主的にこなしてからは長年にわたり主にスポーツアナウンサーとして活躍していたが、2024年（令和6年）4月よりアナウンス部長に就任してからのスポーツ実況は減少をしている。

## 特徴
- スポーツ中継でも地方遠征やビジターのレポートを担当することが多いため、「出張の帝王」と呼ばれている。横浜スタジアムの横浜DeNAvs中日（TBSラジオの制作協力）で放送する土・日曜のデーゲームの場合に宮部和裕が時々実況を行う事がある以外は、ほぼ全ての試合で高田が実況を担当している。なお、CBCラジオはTBSラジオをキーステーションとするJRNへの単独加盟局であるために、1979年以降フジサンケイグループの一員であるニッポン放送をキーステーションとするNRN系列の独占中継となっている神宮（他に秋田・静岡草薙・松山など）の「ヤクルト vs 中日」は、権利の関係で中継の制作が出来ないため[1]、CBCラジオでは、裏カードとして開催のTBSラジオの巨人またはDeNA戦・西武・ロッテ戦（2017年まで）かJRN系列局（2018年からは文化放送を含む[2]）制作の中継をネットする[3][4]。それ故に、神宮球場[5]他ヤクルト主催試合の開催球場には、『ドラ魂キング』・『ドラ魂ナイト』向け電話リポート用の取材のために出向く形となる。
- 恰幅がよく、先輩アナウンサーやリスナーからネタにされており、入社の頃はアンパンマンや見栄晴（藤本正則）などにそっくりと言われており、2010年にはTBSアナウンサー（当時）の林正浩から中日ドラゴンズの選手だった中田亮二にそっくりと言われたことがあった。
- 山本昌200勝達成試合の実況が評価され、第34回アノンシスト賞スポーツ実況ラジオ部門で最優秀賞受賞。
- 2011年7月22日、ナゴヤドームでのマツダオールスターゲーム2011の第1戦のテレビ実況を担当、同年の11月16日、ナゴヤドームでの日本シリーズ第4戦のテレビ実況も担当した（ともにJNN系列全国ネット）。

## 現在の出演番組

### テレビ
- CBCニュース
- S☆1 BASEBALL他スポーツ中継（SOUL FIGHTINGなど）
  - CBCローカルの野球中継『燃えよドラゴンズ!』で、副音声『つボイノリオのドラゴンズ見れば見るほど』が放送される際は、必ず副音声の進行を務める（塩見啓一がアナウンス部長に就任以降引き継いだ）。

### ラジオ
- CBCドラゴンズナイター
  - ラジオ日本ジャイアンツナイター（CBC制作、2015年までは裏送り分のみ。2016年からは自社本番をネット）
- CBCニュース
- GOGO競馬サンデー!

## 過去の出演番組

### テレビ
- 野遊大全
- ミックスパイください
- 板東英二の南山マスターズ（ナレーション、高田はこのナレーションのために月に1回、大阪へ日帰り出張をしていた）

### ラジオ
- シー坊の平日天国
- 本気汗
- サンデー競馬中継 みんなの競馬→GOGO競馬サンデー!（最近では2013年の12月開催に出演）
- 久野誠のドラゴンズワールド
- 晩ドラ（ドラゴンズナイターの放送がない時）
- 土曜天国ぴかラジ（ワンコーナーのピッカリーノ・スタジアムに不定期に出演していた）
- サウンド・アスリート（火曜日）
- ドラ魂キング（2019年4月から2022年9月は火曜日、2022年10月から2025年3月までは木曜日担当）
- 塩見・高田のバリSPO

### アニメ
- ミケの町詣[6] - 社長